# Rendova
Rendova es una isla del archipiélago de las islas Salomón perteneciente a la provincia occidental de las Islas Salomón. Es una isla de origen volcánico con una extensión de 411 km², que está ubicada en el grupo de Nueva Georgia, al sur de Nueva Georgia y al oeste de Tetepare.
A pesar de su reducido tamaño en Rendova se hablan dos idiomas nativos:
- en el norte el ughele de origen austronésico y;[2]
- en el sur el touo de origen papú.[3]